# Lavabo (ručník)

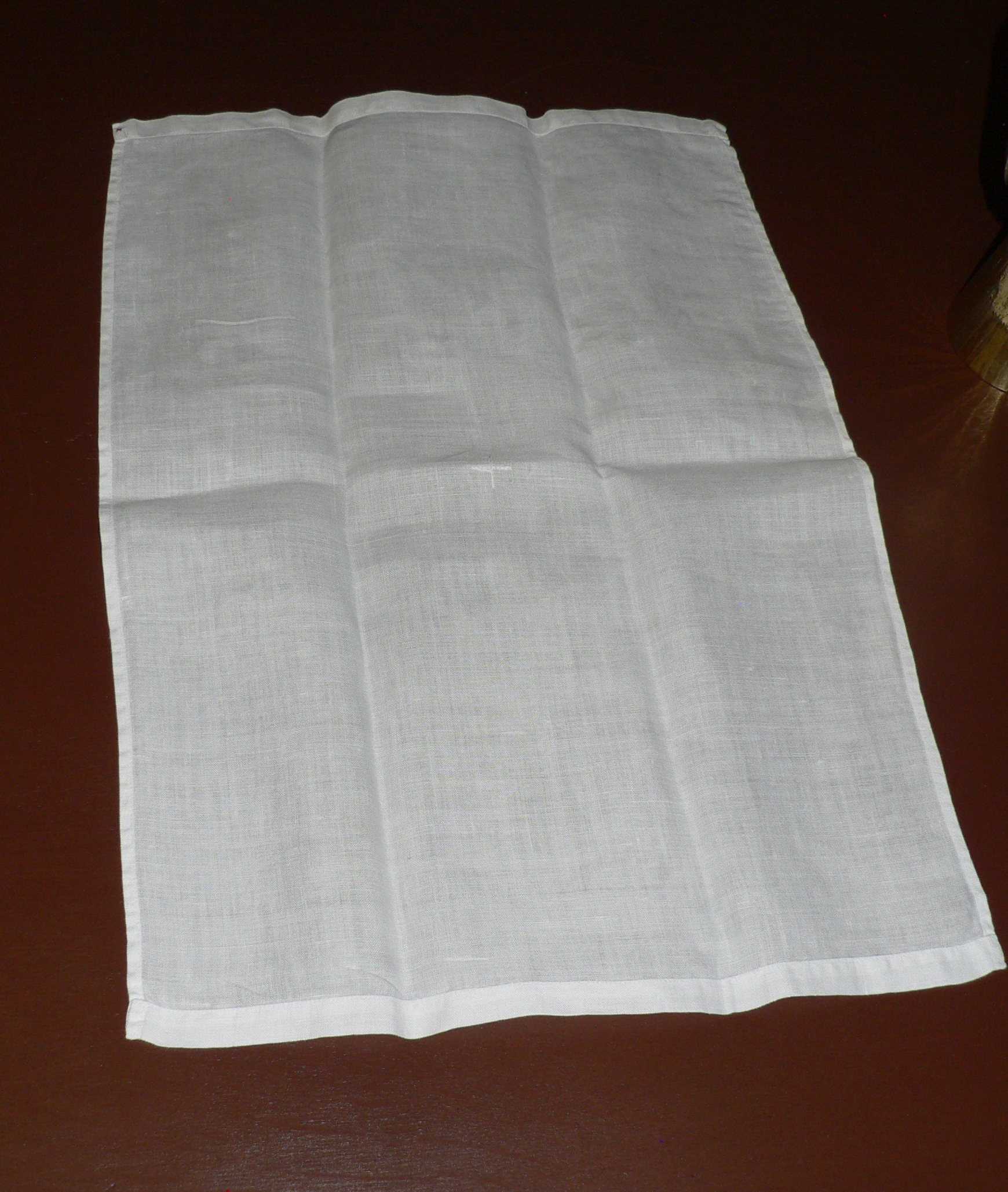

Manutergium, někdy nesprávně nazýváno lavabo (podle liturgického úkonu při němž se používá), je bílý ručník (rouška), do něhož si kněz při mši při lavabu (po umytí rukou) utírá ruce. Někdy je na něm vyšitý křížek, a to na jeho okraji (pro bezpečné odlišení od purifikatoria, který ho má vyšitý uprostřed), či psací písmeno „L“, nebo může být bez křížku. Většinou se pokládá na konvičky s vínem a vodou nebo na lavabo.